# A Christmas Accident
A Christmas Accident è un cortometraggio muto del 1912 diretto da Harold M. Shaw.

## Trama
Il signor e la signora Gilton, una famiglia benestante, ha come vicini la famiglia dei Bilton che, invece, sbarcano il lunario con estrema difficoltà. I poveri Bilton irritano spesso con i loro comportamenti il signor Gilton e le cose si aggravano durante le feste natalizie. La ricca signora Gilton vuole aiutarli, ma incontra l'opposizione del marito.

## Produzione
Il film fu prodotto dalla Edison Manufacturing Company.

## Distribuzione
Distribuito dalla General Film Company, il film - un cortometraggio in una bobina - uscì nelle sale cinematografiche statunitensi il 14 dicembre 1912.
Copie della pellicola vengono conservate negli archivi della Library of Congress (Public Archives of Canada/Dawson City collection), al Museum of Modern Art e nella Paul Killiam collection del Worldview Entertainment.